# Mitzi Gaynor
Mitzi Gaynor (født Francesca Marlene de Czanyi von Gerber 4. september 1931 i Chicago, død 17. oktober 2024) var en amerikansk skuespillerinde, sangerinde og danserinde.

## Barndom
Francesca Marlene de Czanyi von Gerber blev født 4. september 1931 i Chicago. Hendes far, Henry Gerber, var en ungarsk dirigent og musiker. Hendes mor, Pauline Fisher, var en tidligere danserinde. Som barn begyndte Gaynor at danse ballet. Hun flyttede senere til Californien for at fortsætte dansestudierne.

## Karriere
Da Gaynor havde sin første filmrolle i kortfilmen It's Your Health fra 1949, brugte hun navnet Mitzi Gerber. Året efter da hun spillede i sin første spillefilm, My Blue Heaven, var hun begyndt at bruge artistnavnet Mitzi Gaynor. 
Hun spillede en af hovedrollerne i musicalen Sex på scenen fra 1954, som inkluderede musik skrevet af Irving Berlin. Hun spillede også en af hovedrollerne i musicalerne Anything Goes fra 1956 og Les Girls fra 1957. Gaynors største internationale succes fik hun da hun spillede hovedrollen i South Pacific, en filmatisering af den succesfulde Broadway-musical med samme navn. Til trods for en lunken modtagelse blandt kritikerne blev filmen populær hos publikum. Gaynor blev nomineret til Golden Globe for sin rolletolkning.
Efter at have spillet i komedien Pengene eller pigerne fra 1963, fokuserede hun i stedet på en karriere indenfor musik. Hun afholdte en række tv-sendte koncerter gennem 1960'erne og 1970'erne. Desuden indspillede hun de to musikalbummer Mitzi og Mitzi Gaynor Sings the Lyrics of Ira Gershwin. I 1980'erne optrådte Gaynor på natklubber og koncertsteder over hele USA og Canada. 
Gaynor arbejdede i 2009 og 2010 med sit soloshow, Razzle Dazzle: My Life Behind the Sequins, som var på turné i USA og Canada.

## Privatliv
Den 18. november 1954 giftede Gaynor sig med Jack Bean. Han fungerede som hendes personlige manager og producerede også flere af hendes tv-koncerter. De var gift frem til hans død 4. december 2006.

## Priser og nominationer
- 1958: Vundet: Golden Laurel: Bedste kvindelige musicalpræstation, Les Girls.
- 1959: Nomineret: Golden Globe: Bedste skuespillerinde - musical eller komedie, South Pacific.[3]
- Stjerne på Hollywood Walk of Fame 6288 Hollywood Blvd.